# Efroyabl Ange1
Efroyabl Ange1 (titre original :  Feersum Endjinn), est un roman de science-fiction d’Iain Banks publié en 1994. Il a été publié en français aux éditions L'Œil d'or en mai 2013,.
Ce roman ne fait pas partie du cycle de La Culture, le corpus de l'auteur le plus connu et le plus suivi. Il présente la particularité de proposer sur un quart du livre un journal tenu par un très jeune moine, Bascule, qui écrit en phonétique. L'auteur a déjà utilisé ce procédé dans ENtreFer (The Bridge), dans lequel il fait parler l'un de ses personnages d'une manière plus ou moins similaire. Efroyabl Ange1 pousse la particularité encore plus loin : le récit de Bascule a valeur d'écrit et ses aventures délirantes sont rapportées avec une verve très particulière.
Outre cette caractéristique linguistique, Efroyabl Ange1 joue avec les structures temporelles (l'auteur fait coexister deux échelles de temps, celle de la réalité et celle de la Crypte, remarquable création romanesque), les tons (entrain démoniaque du jeune Bascule, sérieux nostalgique de deux des autres héros, le comte Sessine et la savante en chef Gadfium, naïveté cruelle et vitale de l'asura), les genres (science-fiction, fantastique, satire politique et multiples clins d'œil à la littérature britannique).

## Résumé
L'action du roman se déroule sur la planète Terre, quelques milliers d'années après le XXIe siècle, dans le royaume de Serehfa, constitué d'un immense château dominé par une Grand Tour dont les derniers étages ne sont plus accessibles et de multiples sites alentour : provinces idylliques, chambres magmatiques envahies par des gaz méphitiques, villes souterraines. Une guerre civile oppose le roi Adijine et son consistoire au clan rebelle des Ingénieurs, dont l'enjeu secret est l'accès à un tunnel creusé dans la texture de l'univers qui pourrait permettre à une petite partie des habitants de la Terre de quitter la planète, menacée à court terme par une catastrophe interstellaire que les Terriens ont baptisée Dévoration. 
En parallèle, Adijine et le consistoire essaient de maîtriser les aléas de la Crypte, un univers qui, doublant celui du monde réel, est constitué des myriades de données psychiques recueillies auprès des vivants et des morts, univers contrôlé désormais par des intelligences artificielles dont nul ne connaît les motivations réelles. Précision utile : chaque individu peut vivre huit vies dans le monde réel et huit vies dans la Crypte, où le temps s'écoule bien plus lentement que dans le monde réel. Certains citoyens de Serehfa, peu convaincus par la pertinence des stratégies royales, essaient, dans la clandestinité, de trouver un moyen de sauver davantage de vies.  
Quatre récits plus ou moins parallèles forment la trame narrative de Efroyabl Ange1. Le roman se découpe en dix chapitres, constitué chacun des fragments de ces quatre récits.

## Récompenses
- Prix British Science Fiction du meilleur roman 1994

## Éditions
- Feersum Endjinn, Orbit, 9 juin 1994, 279 p.  (ISBN 1-85723-235-6)
- Efroyabl Ange1, L'Œil d'or, 17 mai 2013, trad. Anne-Sylvie Homassel, 304 p.  (ISBN 978-2-913661-55-4)
- Efroyabl Ange1, Denoël, coll. « Folio SF », 7 février 2019, trad. Anne-Sylvie Homassel,  (ISBN 978-2-07-279067-6)